# Tupaia comuna
La tupaia comuna (Tupaia glis) és un petit mamífer de la família dels tupàids. La llargària corporal mitjana és de 16-21 cm i el pes mitjà de 190 g, amb colors variats: una part superior de color marró vermellós, gris o negre i un ventre blanquinós. La seva llarga i espessa cua és d'un color marró grisós i gairebé iguala la llargària del cos. Les potes són nues i tenen ungles afilades i hi ha un tros de pell nua sobre el seu llarg musell. No hi ha gaire diferència entre sexes.